# Егілс Калнс
Еґілс Калнс (латис. Egils Kalns; народився 21 квітня 1991, Лієпая, Латвія) — латвійський хокеїст, нападник. Виступає в лієпайському Металургсі. Виступав у складі юніорської збірної Латвії (U-18).